# Троллейбус Варны

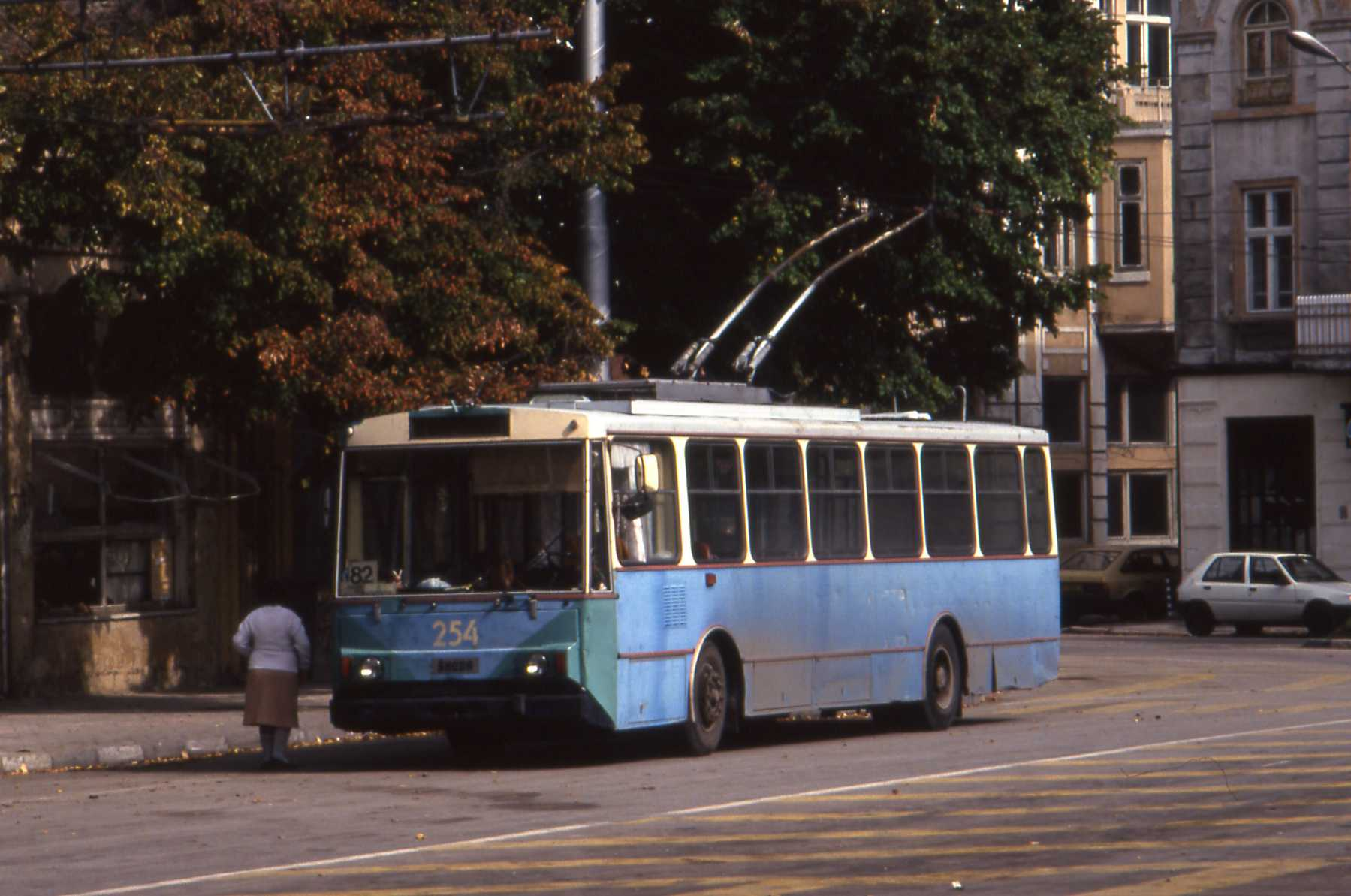
Троллейбус Škoda 14Tr

Троллейбусное движение в Варне было открыто 1 января 1986 года. По состоянию на 2018 год действует 4 маршрута, которые обслуживает единственный троллейбусный парк, хотя раньше количество маршрутов достигало 7.

## Маршруты

### Действующие
- 82 Ж/Д Вокзал — Владиславово;
- 83 ТИС Север — Ж/Д Вокзал;
- 86 Аспарухово — Почивка. Ранее закрывался на некоторый период времени, из-за чего Почивка осталась без троллейбусного движения. В 2015 году маршрут вновь был запущен;Не работает
- 88 Аспарухово — Владиславово.

### Закрытые[3]
- 81 Нептун — Владиславово;
- 82а Вокзал — Владиславово (по ул. Янко Мустаков);
- 84 Почивка — Судостоительный завод;
- 85 Судостоительный завод — Радиозавод;
- 86 Почивка — Вокзал;
- 87 Радиозавод — Владиславово.

## Контактная сеть
Существует контактная сеть на:
- ул. "Константин и Фружин";
- бул. трети март;
- бул. "Ян Хунияди";
- бул. "Сливница";
- ул. "Вяра";
- бул. "Съборни";
- ул. "Бачо Киро";
- ул. "Козлодуй";
- ул. "Дунав";
- бул. "Приморски";
- бул. "Христо Ботев";
- автомагистрала "Черно Море" (Астаруховом Мосту);
- бул. "Народни Будители";
- бул. "8-ми Приморски полк";

Служебная контактная сеть (в парк и из парка):
- ул. "Тролейна";
- ул. Цоньо Тодоров;

Ранее существовала контактная сеть на бульваре Республика (бывшие маршруты 85 и 87, до остановки "Радиозавод").

## Подвижной состав
В Варне подвижной состав представлен троллейбусами производства Škoda (Чехия). Из них:
- Škoda 14Tr06 — 2 (1 служебный, 1 учебный)[4];
- Škoda 26Tr Solaris - 30[4].